# 西沢本店 (トゥインクル)

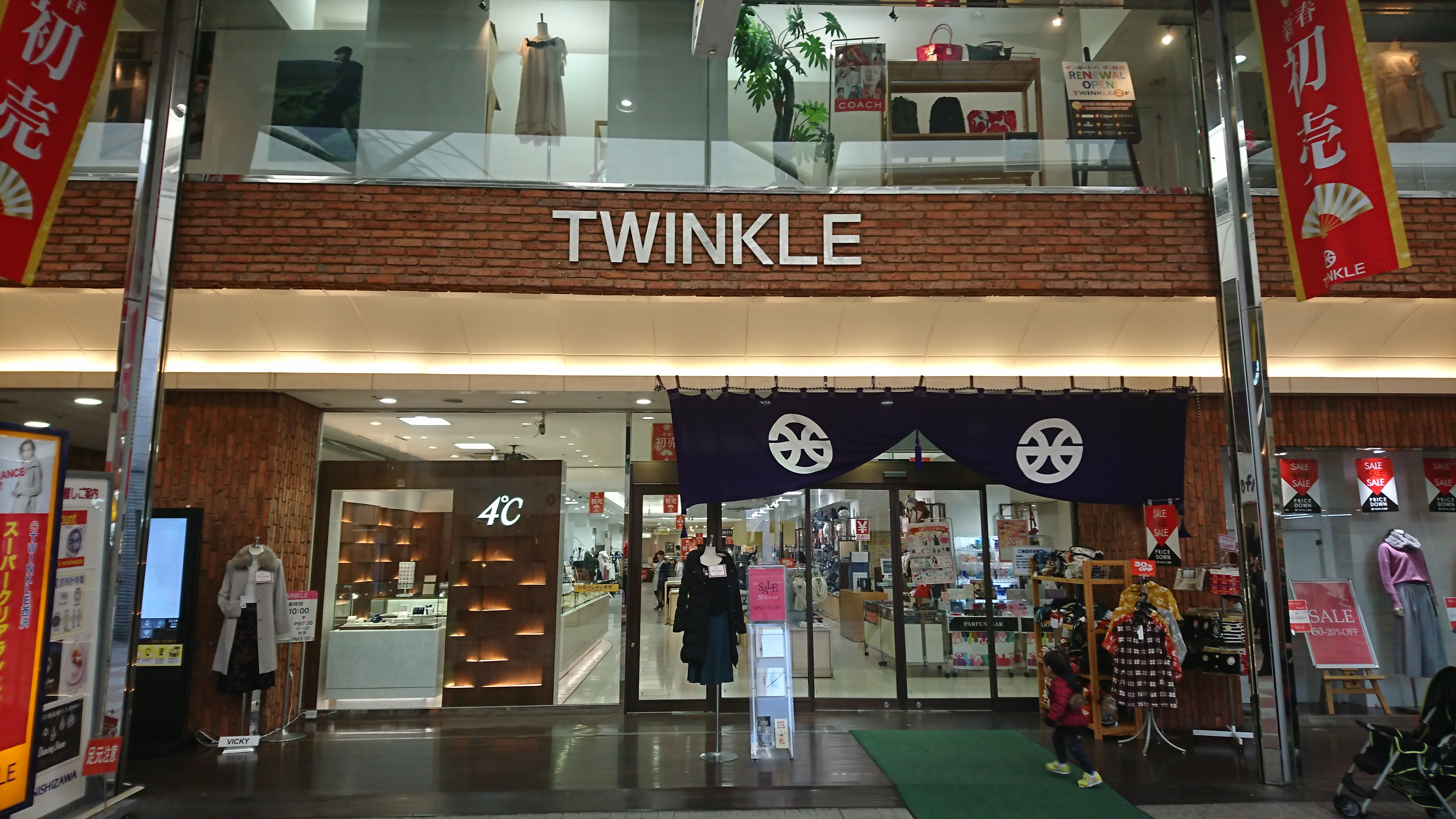
「TWINKLE西沢」（2019年1月）

株式会社西沢本店（にしざわほんてん）は、長崎県佐世保市に本社を置く企業。グループ企業に、四ヶ町商店街アーケードに面した百貨店「TWINKLE（トゥインクル）西沢」店内で前払式特定取引業を営む有限会社西沢ショッピング友の会を持つ。本項目では、前述のグループ企業についても説明する。
なお、本店から約100m北方の同じ四ヶ町商店街アーケードに面してファッション専門店「アルバ」を営業している全く同名の株式会社西沢本店とは、資本及び人的関係は全くない。但し、どちらもそのルーツを滋賀県に持ち、いわゆる“近江商人”の流れに属するという共通点を持つ。

## 株式会社西沢本店[3][4][5][6]
1830年（天保元年）、滋賀県愛知郡秦川村にて、同県の特産品たる麻織物の卸業を創業。その後、佐世保に軍港が設置されるのを機に、1903年（明治36年）、長崎県佐世保市天満町にて呉服店を開業した。その後、上京町へも出店し、1936年（昭和11年）に法人化。順調な発展を続けるが、第二次世界大戦の折には、戦局の緊迫化に伴い従業員の応召や戦災による店舗の消失のため、一時休業をやむなきに至った。
戦後、上京町へ新たに店舗を構え、営業を再開。1968年（昭和43年）には本島町に現西沢本島ビルが竣工、西沢ショッピングセンターとして営業を拡大する。1996年（平成8年）に同ビルの全館改装を行い、トゥインクル西沢としてリニューアルオープンさせた。以降、佐世保の地でファッション・宝飾品をメインに小売事業を展開する傍ら、不動産開発事業、クレジットカード事業など多角的な事業運営を行っている。
2010年（平成22年）には、西沢本店グループ15社を合併し、株式会社西沢本店を存続会社とした。また、2017年（平成29年）に、小売事業のみを分離独立し、株式会社トゥインクル西沢に百貨店の経営を担わせ、西沢本店は、グループ管理・不動産業に専念していたが、2019年（令和元年）6月に、組織の再編を行い事業を再度株式会社西沢本店へ集約させるとともに株式会社トゥインクル西沢を吸収合併し、事業の効率化とスピードアップに努めている。
| 不動産名              | 住所                        | 竣工                   | 構造                              | 用途                            |
| --------------------- | --------------------------- | ---------------------- | --------------------------------- | ------------------------------- |
| 西沢本島ビル          | 長崎県佐世保市本島町4番7号  | 1968年（昭和43年）10月 | 地上9階 地下1階 総床面積 12,746㎡ | TWINKLE（トゥインクル）西沢店舗 |
| 西沢京町ビル マリーナ | 長崎県佐世保市上京町5番10号 | 1965年（昭和40年）5月  | 地上6階 総床面積 3,120㎡          | 貸店舗                          |
| プリズム館ビル        | 長崎県佐世保市本島町4番1号  | 1991年（平成3年）12月  | 地上6階 870㎡                     | 貸店舗                          |
| 本島駐車場            | 長崎県佐世保市本島町5番7号  | 2006年（平成18年）9月  | 平面駐車場 敷地面積 844㎡         | 貸駐車場                        |

## グループ企業
- 有限会社西沢ショッピング友の会

百貨店「TWINKLE（トゥインクル）西沢」内で、西沢友の会を運営するグループ企業。株式会社西沢本店の子会社。1965年（昭和40年）に有限会社ゴールデンストアとして設立し、1985年（昭和60年）2月に有限会社西沢ショッピング友の会へ社名変更して現在に至る。

## 沿革
- 1830年（天保元年） - 滋賀県愛知郡泰川村にて、麻織物の卸業を創業。
- 1903年（明治36年）10月 - 初代社長 西沢乙吉が、佐世保市天満町に呉服店を開業。
- 1936年（昭和11年）4月 - 個人商店から法人に移行。
- 1945年（昭和20年）6月 - 佐世保大空襲で当時上京町にあった本店が被災、従業員の応召による人手不足もあり営業休止。終戦後、上京町に店舗を構え営業再開。
- 1965年（昭和40年）5月 - 佐世保市上京町店（現西沢京町ビル）竣工。
- 1968年（昭和43年）10月 - 佐世保市本島町店（現西沢本島ビル）竣工。長崎市油屋町に長崎支店（現㈱長崎西沢）開店。
- 1973年（昭和48年）10月 - 佐賀県佐賀市呉服元町に佐賀支店（地上４階）開店。同店舗は、2017年（平成29年）2月に売却。
- 1991年（平成3年）12月 - 佐世保市本島町にプリズム館ビル竣工。宝飾事業をオープン。
- 1996年（平成8年）10月 - 佐世保市本島町旧西沢ショッピングセンターを全館改装し「TWINKLE（トゥインクル）西沢」としてリニューアル。
- 2006年（平成18年）9月 - 佐世保市本島町に駐車場を敷設。貸駐車場として運用開始。
- 2009年（平成21年）5月 - 長崎西沢本店、長崎市浜町（浜町アーケード内）に移転。
- 2013年（平成25年）9月 - 宝飾・プリズム館の機能を「TWINKLE（トゥインクル）西沢」に統合し、同店舗1階に宝飾コーナー「プリズム」をオープン。プリズム館ビルの1階と2階にサンマルクカフェが新たに入居。
- 2017年（平成29年）9月 - 株式会社トゥインクル西沢を設立し、小売事業を移管する。
- 2019年（令和元年）6月 - 事業を株式会社西沢本店に集約させ、株式会社トゥインクル西沢を吸収合併。

## 店舗
- TWINKLE（トゥインクル）西沢（長崎県佐世保市本島町4番7号）

1996年10月、旧西沢ショッピングセンターを全館改装し、リニューアルオープンした百貨店。日本百貨店協会には加盟していない。百貨店業（小売事業）、クレジットカード事業を担う。
店舗の情報、フロアガイドについてはホームページを参照。